# Linköping HC
Linköping HC, förkortat LHC (i folkmun även kallad "Cluben"), är en ishockeyklubb i Linköping som spelar i Svenska Hockeyligan (SHL). Lagets hemmaarena är Saab Arena (tidigare Cloetta Center) som rymmer 8 190 åskådare. Klubben bildades ur BK Kentys ishockeysektion den 4 augusti 1976 och spelade för första gången i Elitserien (nuvarande SHL) säsongen 1999/2000. Sedan säsongen 2001/02 har Linköping genomgående spelat i Elitserien/SHL. Herrlagets främsta meriter är två SM-silver, säsongen 2006/07 och säsongen 2007/08.

## Historik

### LHC:s rötter (1942–1969)

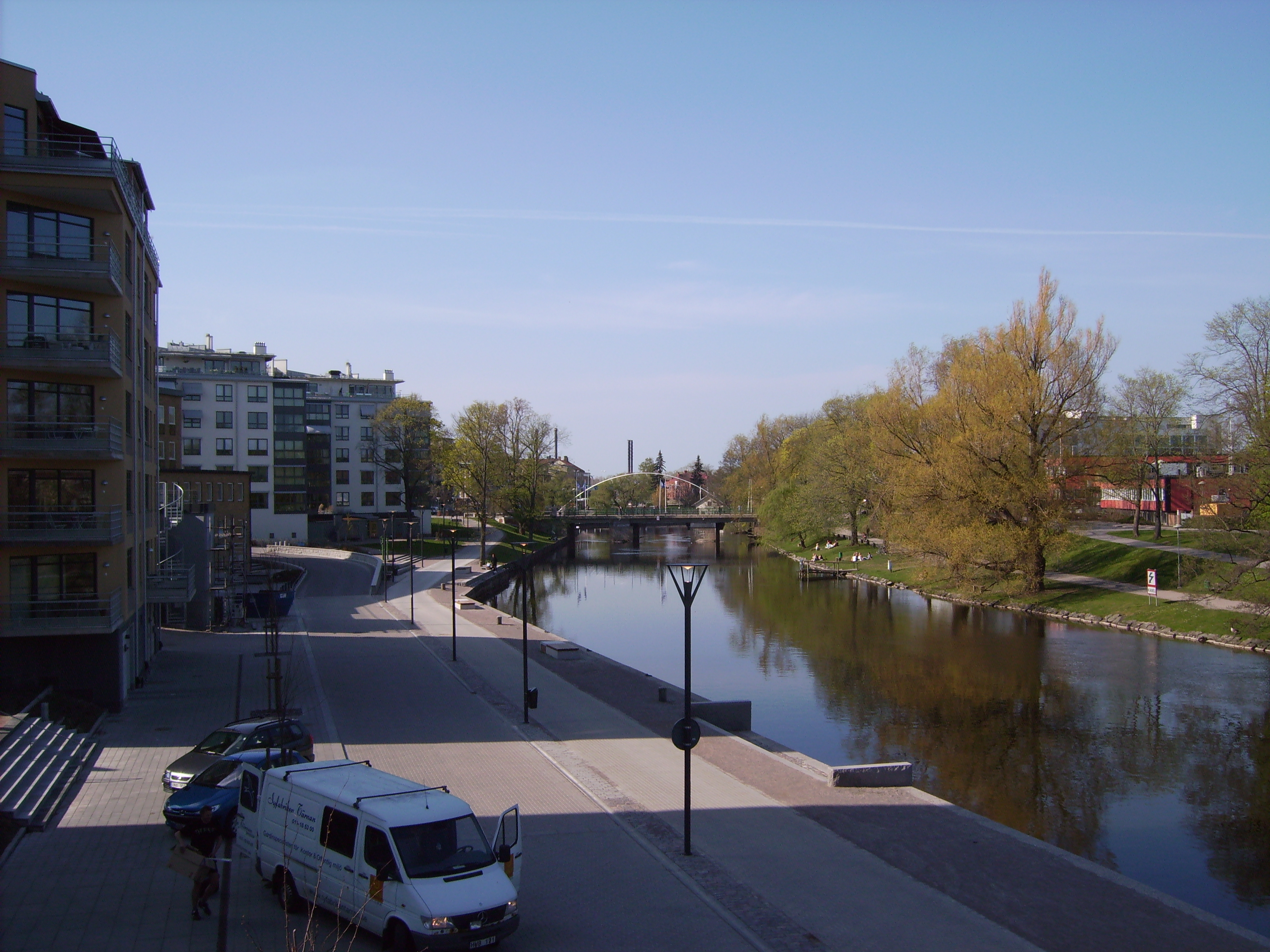
Stångån nära Drottningbron (2007).

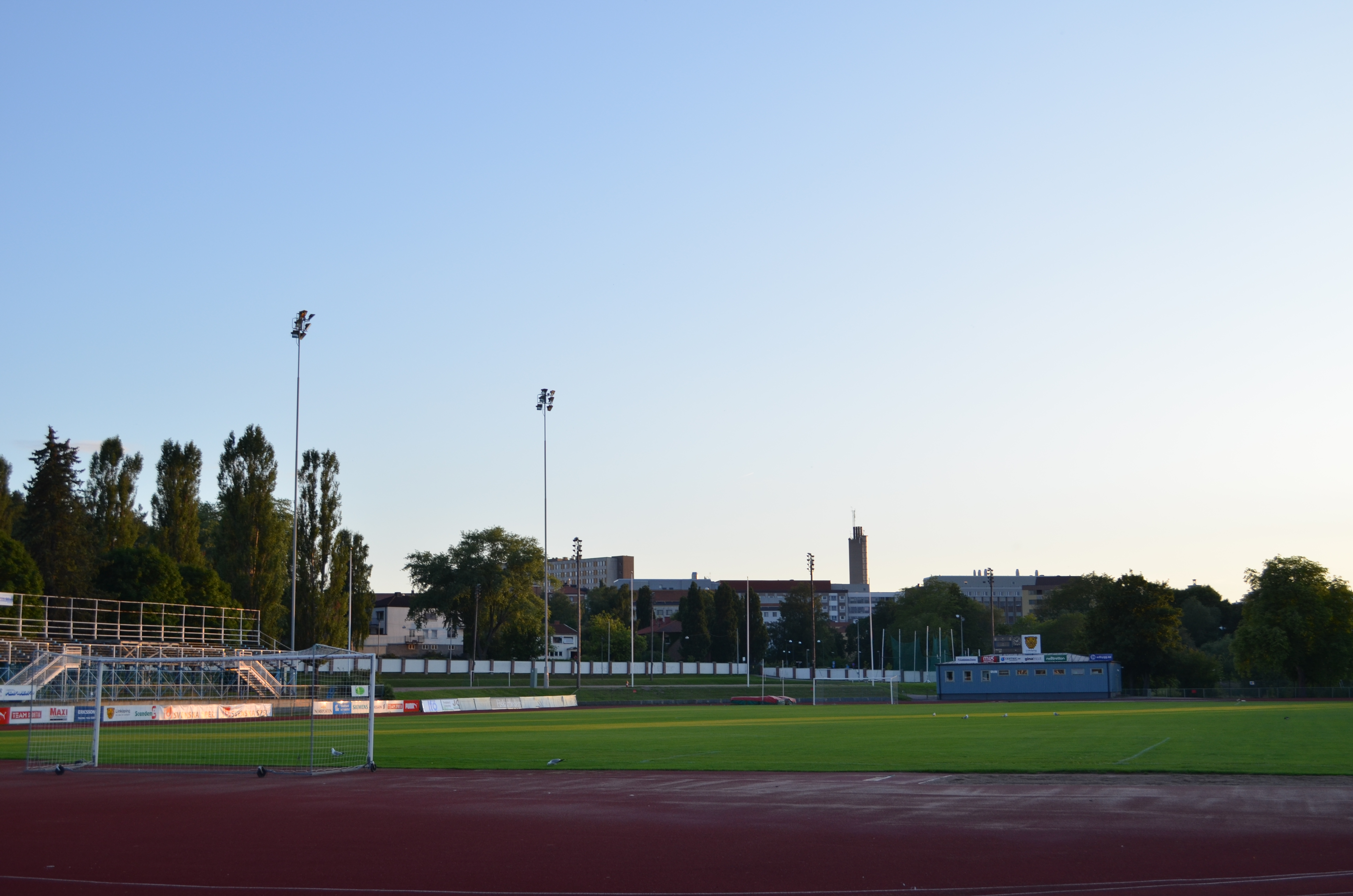
Folkungavallen (2011).

På 1940-talet fanns det en levande ishockeykultur i Linköping med klubbar som Linköpings AIS och BK Derby. Klubben Kenty hade en fotbolls- och bandysektion men ingen ishockeyavdelning än. Styrelsen diskuterade att erbjuda ishockey men tackade nej eftersom man ansåg att sporten var för dyr. 1942 bestämde sig därför några fotbollsspelare i Kenty att starta ishockeyklubben BK Robbi. Robbi spelade dock inte i någon serie utan främst mot andra kvartersklubbar. Matcherna spelades på Stångån i närheten av Drottningbron, som sarg lånades brädor från Göranssons brädgård och som benskydd användes ihoprullade tidningar. 1944 fick Robbi ett erbjudande om att bli juniorlag åt Linköpings AIS, i gengäld lovade man att laget kunde spela med ordentlig utrustning. När Robbi accepterade erbjudandet ledde detta till en diskussion i Kenty som helst ville att deras spelare representerade Kenty även i ishockey men styrelsen tyckte fortfarande att ishockey var för dyr. Lösningen blev att man frågade Svenska Ishockeyförbundet om att köpa utrustning till rabatterat pris vilket förbundet bejakade. Därmed lades BK Robbi ner och ishockeyavdelningen flyttades till Kenty den 13 november 1945.
Ishockeyn konfronterades dock fortfarande med en hel del problem, till exempel vädret som både påverkade möjligheten att spela och träna. Inget av detta gick när det blev för varmt. Utsattheten för vädret visar sig också i antalet spelade matcher: Kenty hann med fem säsonger på 1940-talet men totalt hade bara drygt 30 matcher spelats. I ett kylrum på en minkfarm i Ekholmen fanns en betongplatta som spolades med vatten och som kunde användas som isbana, men stanken var så outhärdlig att spelarna bara kunde hålla ut i ett par minuter innan de blev spyfärdiga. Behovet av en isyta var trängande men först 1960 fick Kenty en konstfrusen isbana på Folkungavallen. Bristande underhåll gjorde det dock nödvändigt att hyra isbanor i närområdet. Trots alla dessa hinder gick det sportsligt uppåt för klubben som nådde division II (näst högsta serien) i slutet av 1950-talet och deltog 1958 även i kval till division I där laget spelade inför upp till 4 000 åskådare på Folkungavallen. Kvalet misslyckades men klubben etablerade sig i division II under hela 1960-talet.
Ett tillfälligt hot för Kenty blev kvarterslaget IK Terra som hade bildats 1954 för de juniorer som inte platsade i Kenty. 1959 gick laget in i seriesystemet där de snabbt avancerade och började snart konkurrera med Kenty om både sponsorer, publik och spelare vilket gjorde situationen ohållbar och ledde till en sammanslagning 1969 där IK Terra gick ihop med Kenty utan att sistnämnde klubb behövde ändra sitt namn.

### Linköpings HC bildas (1970–1976)
När Kentys ishockeysektion fick framgång på 1970-talet uppstod en konflikt inom klubben eftersom Kentys styrelse helst ville satsa på fotbollsavdelningen. Konflikten eldades på ytterligare när det kom fram att man hade lovat ishockeyspelarna diverse traktamenten för vunna och oavgjorda matcher. Styrelsen reagerade irriterat eftersom detta hade bestämts utan dennes vetskap. Samtidigt byggde kommunen Stångebro ishall efter flera år av diskussioner som öppnade sina porter den 21 september 1975. Med den nya ishallen fick laget en nytändning och en framgångsrik första säsong där man var nära playoff till den nygrundade Elitserien. Den sportsliga framgången ledde till stigande publiksiffror som i sin tur ledde till större intäkter, men trots de ökande intäkterna fick ishockeyavdelningen inte mer pengar vilket ökade viljan hos spelarna att bryta sig loss från Kenty. Samtidigt ansåg styrelsen att ishockeyavdelningen kostade för mycket, vilket årsredovisningen från 1975 visar, fotbollsavdelningen fick till och med låna ut pengar till ishockeysektionen så att den kunde klara sig ekonomiskt. En drivande kraft i avknoppningen blev Ralf Ö. Johansson som till slut kunde övertyga styrelsen om att ett uppbrott var den bästa lösningen för alla. För att få överta Kentys plats i seriesystemet fick den nya föreningen ta med sig Kentys skulder på 120 000 kronor. På medlemsmötet den 22 juni 1976 på Club-Caféet i Stångebrohallen bestämdes att ishockeyavdelningen skulle bli en egen förening. En namntävling utlystes i Östgöta Correspondenten där namn som Viggen Hockey och Filbyter Hockey diskuterades, men till slut föll namnet på Linköping Hockey Club som bildades officiellt den 4 augusti 1976.

### Division I och II (1976–1999)
Att föreningen hade bytt namn från Kenty till Linköpings HC visade ingen omedelbar effekt. Linköping HC debuterade i Division I Östra med Peder Rehnström som spelande tränare. Laget slutade femma med lika många poäng som fyran Almtuna IS, och föll på målskillnad för att nå playoffspel till kvalserien. Resten av 1970-talet tillbringades i Division I, men säsongen 1979/80 slutade Linköping sist i gruppen med endast 7 poäng på 36 matcher och degraderades till Division II. I den sista omgången förlorade laget med 3–27 borta mot Örebro IK, den största förlusten i föreningens historia. Degraderingen berodde bland annat på den spelaromsättning som hade pågått flera år i rad. Samtidigt hade Linköping svårt att få stöd av kommunen, vilken prioriterade andra evenemang som exempelvis en hundutställning på Stångebrohallen. För att kunna träna redan i augusti ville kommunen ha 50 000 kronor, pengar som Linköping inte hade. Därtill skedde ett inbrott hos klubben där drygt 20 000 kronor stals. När kommunen inte ville hjälpa Linköping i detta läge kom räddningen i form av fackklubbsordförande Lennart Johansson som samlade in pengar på sitt företag och när säsongens sista match spelades mot GV75 visade sig publiken beredda att ge ytterligare pengar. Även flera lokala byggföretag hjälpte till. Spelarna ställde upp på att spela utan ersättning och varje spelare fick ett materialkonto med en viss summa som man fick göra av med under säsongen, men de ekonomiska problemen förvärrades när kommunen krävde återbetalning av ett lån på 100 000 kronor från ett par år tidigare. Sportsligt sett stod Linköping stilla och förblev i division II trots kvalspel 1983. Kedjan med Håkan Carlsson, Mats Andersson och Peter Lindgren stod sammanlagt för drygt 120 poäng på 22 matcher säsongen 1982/83. Det följde en omtumlande säsong 1983/84 som präglades av en konflikt mellan spelarna och tränaren Göran Lindqvist samt styrelsen som kastade ut en rad spelare som hade visat sitt missnöje med ledningen.

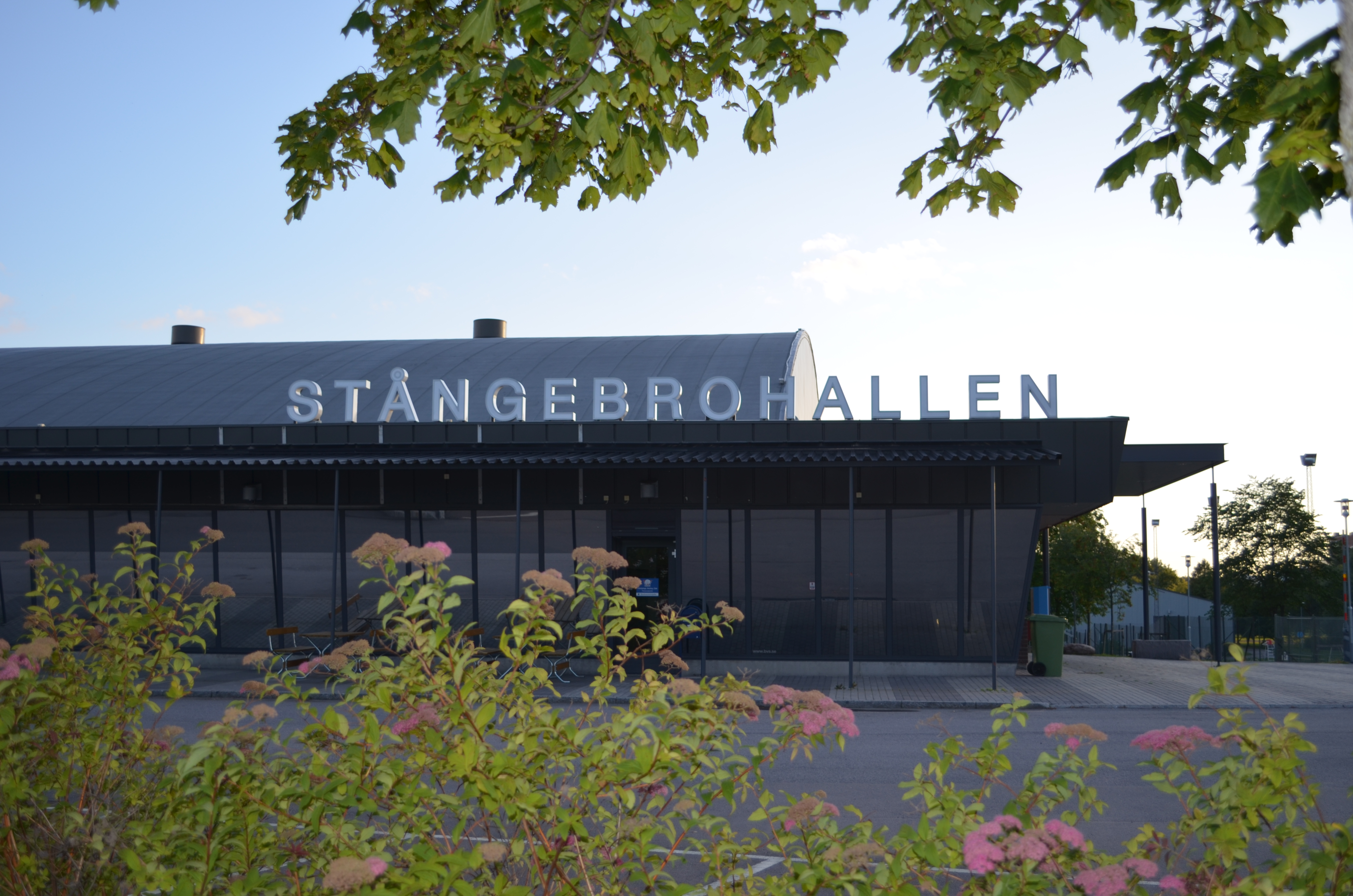
Stångebrohallen (2011).

I mitten av 1980-talet kom Linköping att minska skulderna och öka sponsorintäkterna, men den sportsliga situationen ändrades inte. 1985 nådde laget kvalserien till division I, där man dock hamnade sist och missade kvalserien både 1986 och 1987. Säsongen 1987/88, ledda av tränaren Owe Holmberg, tog sig laget till Division 1 igen. Forwarden Mats Andersson avled efter säsongen under en studieresa i Turkiet. Anderssons tröjnummer 10 hissades så småningom upp i lagets hemmaarena och får inte bäras av någon annan i föreningens A-lag.
Ett problem som LHC hade haft under hela sin existens så långt var skulderna som växte allt mer, i slutet av 1980-talet hade skulden vuxit till 1,5 miljoner och varje säsong gick klubben med förlust, enbart inför säsongen 90/91 ökade spelarbudgeten med 400 000 kronor. För att lösa krisen försökte klubben att omförhandla hyran för Stångebrohallen vilket misslyckades. Nästa idé var att anordna en mässa där man hoppades att få ihop en halv miljon, men även denna idé kom inte helt till stånd eftersom ishockeyklubben och kommunen hade olika uppfattningar om temat för mässan – till slut anordnades en minimässa som gav Linköping 100 000 kronor i överskott. När skulderna våren 1991 uppgick till 2,4 miljoner kronor var konkurshotet nära. För att undvika konkurs bestämde man sig för en så kallad underhållsackord där en neutral part ska förhandla med fordringsägarna om att nöja sig med en mindre del av de pengar de egentligen har rätt till. Advokaten Lars Fock tillföll rollen som neutral part som fick fordringsägarna att gå med på att nöja sig med 25 % av den ursprungliga fordringen. För fordringsägarna var detta ett bättre alternativ än Linköpings konkurs som hade medfört att de hade fått mycket mindre än så, men just när Linköping trodde att problemen var lösta meddelade Svenska Hockeyförbundet att man skulle tvångsdegradera "Cluben" till division II. Förbundet ansåg att klubben genom ackordsuppgörelsen hade skaffat sig konkurrensfördelar mot sina konkurrenter. Linköping reagerade kraftfullt eftersom både Djurgårdens IF och Västerås IK bara några år innan gjort samma handling utan att bestraffas. Klubben överklagade ärendet till Riksidrottsnämnden, men utan resultat, Linköping tvångsdegraderades.
Nedflyttningen gjorde dock att Linköping fick rätsida på sin ekonomi. Spelarlönerna sänktes, resorna kostade mindre på grund av de kortare avstånden i division II, maten tillagades istället för att beställas och till vissa matcher använde spelarna sina egna bilar istället för bussen. Säsongen 1991/92 redovisade Linköping ett överskott på över 400 000 kronor. Samma säsong tog Jim Brithén över som tränare och laget vann Division 2 Södra A men misslyckades i kvalserien till Division 1 då IK Pantern och Borås HC gick upp medan Linköping HC slutade sist och även Västerviks IK kom före.
Säsongen 92/93 skulle bli en vändpunkt i klubbens historia, med amerikanen Michael Helber som hade spelat Collegehockey i USA och vars kompis Rob Brown spelade i Vita Hästen och förmedlade kontakten med LHC. Ställd inför valet att spela i ECHL eller Sverige bestämde sig Helber för det sistnämnda, och spela matcher mot mindre kända lag som Grästorp. Helber stod för 29 mål och 29 målgivande passningar under säsongen och när Stefan Jacobsson gjorde 3–2 mot Tingsryd borta innebar det att Linköping vann kvalserien och avancerade till division I.
De följande säsongerna etablerade sig Linköping i division I och närmade sig sakta men säkert Elitserien. 1995/96 vann laget fortsättningsserien och nådde till playoff 2 men förlorade mot Troja/Ljungby. Efter säsongen röstade spelartruppen för ett tränarbyte vilket ledde till den medialt uppmärksammade värvningen av meriterade Tommy Boustedt från Djurgården inför säsongen 1996/97 där "MUM-kedjan" bestående av Mike Helber, Ulf Söderström och Mattias Nilimaa stod för tillsammans 179 poäng samtidigt som backparet Magnus Johansson och Errki Saramaa var framgångsrika. Linköping vann division I södra, slutade fyra i Allsvenskan och nådde kvalserien via segrar i playoff mot både Nyköping och Västervik. Efter säsongen lämnade Boustedt för ett tränarjobb i Frölunda och tog samtidigt med sig Nilimaa och Johansson, trots att han tidigare hade lovat att inte ta med sig spelare från Linköping . Tomrummet efter Boustedt fylldes med Ulf Weinstock som kom att leda laget via division I och Allsvenskan direkt till kvalserien där Linköping enbart saknade två poäng för att ta klivet upp i Elitserien. Säsongen 1998/99 vann Linköping först division I, slutade tvåa i Allsvenskan och toppade Kvalserien efter sjunde omgången. Avancemanget säkrades i den näst sista omgången via bortaseger mot Mora IK. Efter Linköpings 7–3-seger hemma mot IF Björklöven i den sista omgången hyllades laget av tusentals anhängare på Trädgårdstorget. Förutom de ovan nämnda spelarna var Peter "Firsov" Eriksson och Conny Gyllander framgångsrika spelare på färden.

### 2000-talet och Elitserien
Inför Elitseriesäsongen 1999/2000 tippades Linköping på plats åtta, men hamnade snabbt i botten av tabellen och vissa gick så långt som att kalla Linköping en "skam för Elitserien". Utländska spelare som Oleg Jasjin och Rod Miller kom och gick, Ulf Weinstock sparkades i november, men utan framgång; tabelljumbon fick spela i kvalserien där laget med sin nye tränare Stefan Lunner hamnade långt ner i tabellen vilket innebar omedelbar nedflyttning. Enligt Mike Helber var det ordförande Christer Mårds förtjänst att Linköping lyckades ta sig snabbt upp igen, bland annat förklarade han att företagen skulle öka sitt stöd för "Cluben" trots att laget hade flyttats ner. Inför säsongen 2000/01 bytte Linköping ut målvakten Mattias Elm mot Mikael Sandberg och värvade Johan Franzén, men tappade de två spelare som under föregående säsong toppat lagets interna poängliga; Ulf Söderström (Färjestads BK) och Henrik Nordfeldt (Leksands IF). Allsvenskan södra vann Linköping med 13 poäng före Bofors, och hade bland annat vunnit mot Mölndal på Nobeldagen med 16–1. I den följande Superallsvenskan slutade Linköping tvåa bakom Södertälje SK och var därmed klar för kvalserien på våren 2001. Väl i kvalserien hade Linköping efter fem omgångar (av totalt tio) bara vunnit en match, men skrällde därefter genom att vinna de fem resterande matcherna. Därmed var klubben tillbaka i Elitserien igen.
Under försäsongen 2001 värvades bland andra Per Eklund och Stefan Gustavsson  (som blev lagkapten) samt NHL-meriterade Barry Richter och Brandon Convery. Linköping slutade tia i serien med totalt 58 inspelade poäng. Efter säsongen fick tränaren Bendelin sparken av klubben och Weiderstål fick ensam ta över tränarsysslan. Efter nio respektive tio säsonger i laget meddelades det att Erkki Saramaa och Michael Helber slutat. Helber fick så småningom sitt tröjnummer 16 pensionerat av klubben.

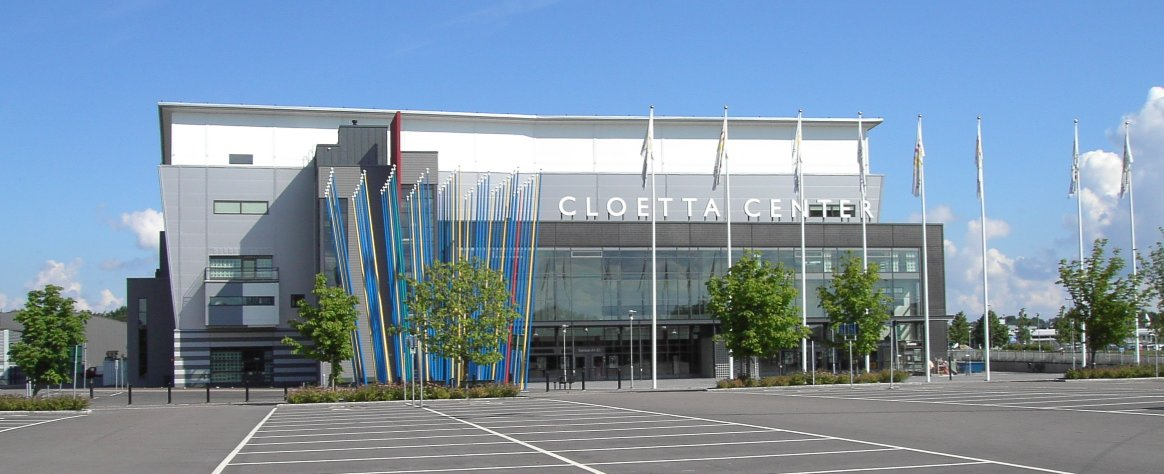
Cloetta Center (2005).

Säsongen 2002/03 värvade klubben till sig flera meriterade spelare; Jan Mertzig, Mikael Håkanson, Thomas Johansson och Andreas Pihl. Efter de fem inledande omgångarna i grundserien låg laget trea i tabellen och under stora delar av hösten låg laget på en slutspelsplats. Dock uppstod ny turbulens och efter 2–9 mot Leksand den 21 november meddelade tränaren Mats Weiderstål att han var beredd att avgå, men fick ändå styrelsens förtroende. Fem dagar senare lämnade lagkaptenen Stefan "Myran" Gustafsson Linköping och flyttade till Stockholm. Efter sju förluster på nio matcher var laget tabelljumbo vid årsskiftet. Weiderstål sparkades den 17 december och ersattes av Torgny Bendelin men även denna åtgärd förhindrade inte att Linköping fick spela kvalserien igen. I Kvalserien 2003 var laget överlägset och vann nio och tio matcher, där hemvändaren Johan Bülow som gjorde åtta mål. Nyförvärvet Mertzig spelade endast de första åtta matcherna av grundserien innan han tvingades avsluta sin karriär på grund av en blodpropp i låret. 

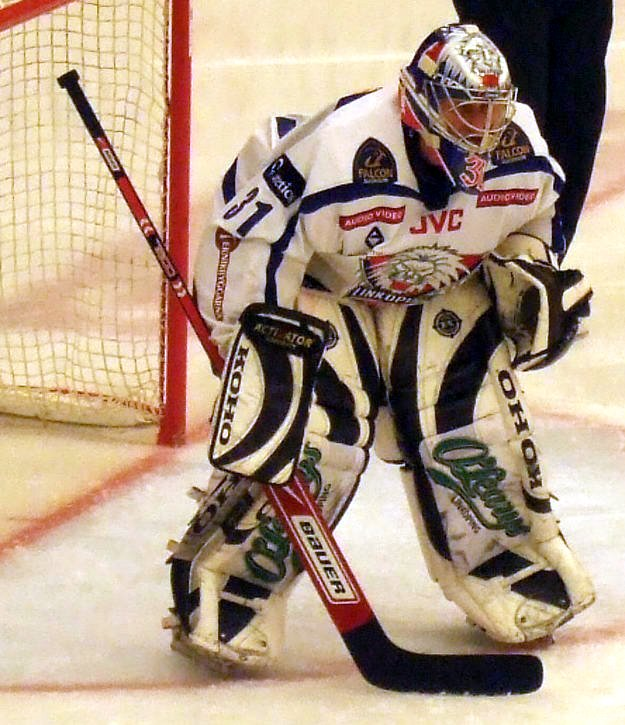
I början av 2007 värvades Rastislav Staňa som ny förstemålvakt i Linköping.

Roger Melin kom från Rögle och tog över tränarsysslan inför klubbens fjärde säsong i Elitserien, tillsammans med den nye sportchefen Johan Hemlin. Ett spektakulärt nyförvärv blev den finske landslagsmålvakten Fredrik Norrena som tog över som förstemålvakt och slog klubbrekord då han höll nollan nio gånger under grundserien med sina 93,86 i räddningsprocent. Linköping slutade fyra i grundserien och var därmed klara för sitt första slutspel någonsin. I kvartsfinalen ställdes laget mot sexan Timrå IK, men förlorade med totalt 1–4 i matcher.
Säsongen 2004/05 spelades Linköpings hemmamatcher i den då nybyggda arenan Cloetta Center (sedan säsongen 2014/2015 under namnet Saab Arena). På grund av lockouten i NHL fylldes elitserien med flera NHL-stjärnor. Till Linköping tillkom Brendan Morrison, Mike Knuble, Henrik Tallinder och Kristian Huselius. Dessutom värvades Tony Mårtensson, samtidigt som Magnus Johansson och Ulf Söderström återvände till laget. Huselius, som producerat 49 poäng på 34 matcher, sparkades tillsammans med Tallinder efter att de båda blivit anklagade för våldtäkt i samband med Sweden Hockey Games. Laget slutade tvåa i serien med 97 poäng på 50 matcher. I kvartsfinalen ställdes man mot åttan Södertälje SK; Linköping hade 2–1 i matchserien, men fick till slut se sig slagna med 2–4 i matcher efter tre raka uddamålsförluster. När NHL drog igång igen 2005/06 försvann också Elitseriens största stjärnor. Efter tio spelade matcher ledde Linköping serien med åtta segrar och endast två förluster. I slutet av grundserien värvades kanadensiska forwarden Shane Willis, som kom att vinna lagets interna poängliga under slutspelet med 11 poäng på 13 matcher. I kvartsfinalen ställdes Linköping mot Luleå HF, en serie man vann med 4–2. Linköping var därmed klara för semifinal för första gången någonsin. Linköping tappade dock en 3–1-ledning mot Frölunda och förlorade de tre sista matcherna.
Efter säsongen lämnade bland andra tränare Roger Melin och målvakten Fredrik Norrena laget. Melin ersattes av Gunnar Persson och Norrena av Roman Čechmánek. Laget värvade också till sig slovaken Ivan Majeský och Leksands Niklas Persson. Då framgångarna uteblev fick både tränare Persson och Čechmánek lämna laget i januari. Den assisterande tränaren Janne Karlsson tog över efter Persson och Rastislav Staňa värvades som ny förstemålvakt. Linköping slutade fyra i grundserien och vann kvartsfinalserien mot Luleå HF med totalt 4–0 i matcher. I semifinalen slog Linköping även ut Färjestad med 4–1 i matcher, och i finalen ställdes laget mot tabelltrean Modo Hockey. Linköping ledde finalserien med både 1–0 och 2–1, men förlorade till slut med 2–4 i matcher. Inför säsongen 2007/08 tappade man bland andra lagkaptenen Magnus Johansson till Chicago Blackhawks och Andreas Holmqvist till Frölunda HC. Tillkom gjorde bland andra Patrik Zackrisson och Mattias Weinhandl. Den senare slog sedan klubbrekord då han gjorde 35 mål under en och samma säsong, och vann därmed också Elitseriens skytteliga. Linköping slutade tvåa i grundserien på 92 poäng, 15 poäng efter seriesegrarna HV71. Linköping vann både kvart- och semifinalerna, med 4–1 i matcher, mot Djurgårdens IF och Färjestads BK. I finalen ställdes man mot HV71, där HV71 vände från 2–0 till 2–4 i matcher.
Säsongen 2008/09 blev tjecken Slavomir Lener den första utländska tränaren för klubben. Mattias Weinhandl, Tony Mårtensson och Rastislav Staňa lämnade laget för KHL. In kom bland andra Andreas Jämtin och målvakten Daniel Henriksson samt tjeckerna Jaroslav Hlinka och Jan Hlavac som under säsongen spelade på artistkontrakt. Laget slutade återigen tvåa i grundserien, och fick därmed välja kvartsfinalmotståndare som nummer två i ordningen. Linköping valde Skellefteå AIK; man hade under säsongen vunnit samtliga möten mot SAIK. Serien avgjordes först i den sjunde matchen där Skellefteå gick segrande efter två mållösa förlängningsperioder. Inför säsongen 2009/10 återkom tre forna spelare till laget; Magnus Johansson, Tony Mårtensson och målvakten Fredrik Norrena. Linköping förstärkte också laget med Niclas Hävelid, som närmast kom från New Jersey Devils. Niklas Persson och Calle Gunnarsson lämnade laget samtidigt som Daniel Henriksson valde att avsluta sin ishockeykarriär. Under försäsongen deltog Linköping i Nordic Trophy där man tog sig till final, där laget fick se sig besegrat av Djurgårdens IF med 1–4. I Elitserien slutade laget trea, man vann endast en av de åtta avslutande matcherna. I kvartsfinalserien ställdes laget mot Frölunda HC; trots att Frölunda ledde med 3–1 i matcher vände Linköping och vann serien. I semifinalerna tog dock säsongen slut då Djurgårdens IF vann serien med totalt 4–1 i matcher.

### 2010-talet

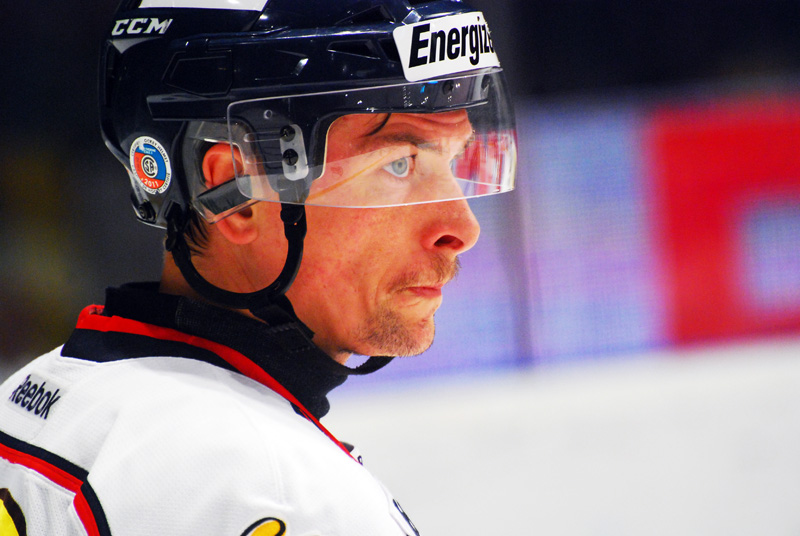
Magnus Johansson var Linköpings lagkapten mellan säsongerna 2009/10 – 2014/15.

Hans Särkijärvi tog över tränarsysslan säsongen 2010/11 och Tony Mårtensson lämnade laget återigen för KHL. Under försäsongen deltog Linköping i European Trophy 2010, men utan att gå vidare från gruppspelet. I Elitserien slutade laget femma och ställdes i kvartsfinalerna mot Skellefteå AIK. Likt säsongen 2008/09 gick serien till en sjunde och avgörande match där Skellefteå till slut vann med en uddamålsseger. 2011/12 värvades bland andra Johan Åkerman, Carl Söderberg och Pär Arlbrandt till klubben. Efter totalt åtta säsonger i laget meddelades det att Andreas Pihl slutat sin karriär som ishockeyspelare och Patrik Zackrisson flyttade till KHL. Linköping spelade under försäsongen återigen i European Trophy, där laget tog sig till semifinal som slutade med förlust mot Österrikiska EC Red Bull Salzburg. Linköping förlorade även bronsmatchen mot Luleå HF med 3–2 efter förlängning. Poäng- och placeringsmässigt gjorde Linköping sin sämsta säsong i Elitserien sedan 2002/03; tränaren Hans Särkijärvi fick sparken i början av januari och ersattes av Harald Lückner. Ett förnyat Elitseriekontrakt räddades först då endast 1:12 återstod av ordinarie tid i grundseriens sista match. Linköping slutade tia i tabellen och missade slutspel för första gången på nio år.

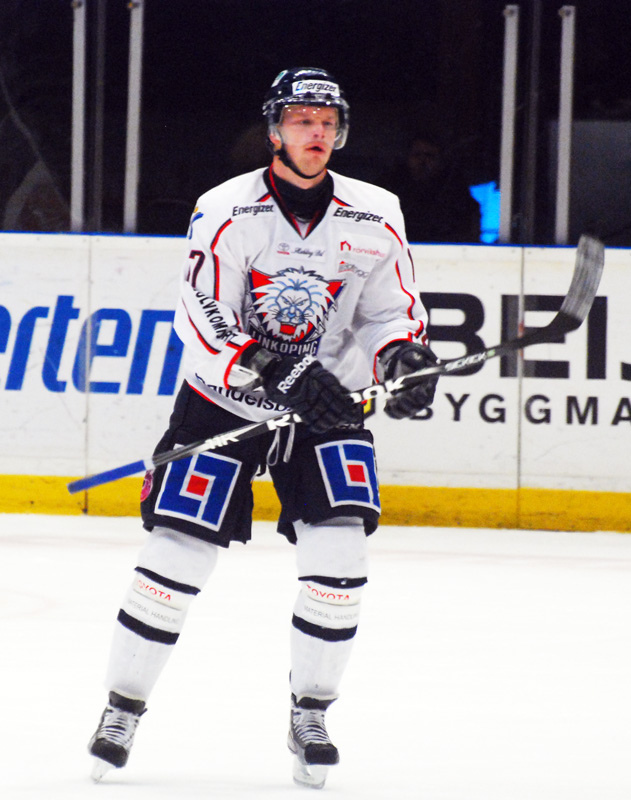
Carl Söderberg gjorde 95 poäng på 96 matcher för Linköping innan han lämnade laget för Boston Bruins 2013.

Inför säsongen 2012/13 lämnade Jaroslav Hlinka, Jan Hlavac, Fredrik Norrena och Mikael Håkanson, och senare Andreas Jämtin, klubben. Bland nyförvärven presenterades bland andra den nygamla tränaren Roger Melin, Simon Hjalmarsson, Mattias Weinhandl och Johannes Salmonsson. Linköping slutade femma i grundserien på 94 poäng. Laget vann kvartsfinalserien mot tabellfyran HV71 med 4–1, och i semifinalen mot Skellefteå AIK hade de fyra första mötena slutat 2–2 efter full tid men Skellefteå stod till slut som segrare med totalt 4–1 i matcher. Kort efter klubbens uttåg ur slutspelet lämnade Carl Söderberg, som vunnit Linköpings interna poängliga, laget för spel med Boston Bruins i NHL-slutspelet. På backsidan tappade man Niclas Hävelid, som efter fyra säsonger i klubben valde att sluta med ishockeyn. Bland nyförvärven kan nämnas; Jonas Junland (som lämnat klubben efter säsongen 2007/08), Chad Kolarik och Mattias Sjögren. I grundserien slutade Linköping nia, trots att man under säsongen gjort fler mål framåt än någon annan gång i den högsta serien. Pär Arlbrandt vann seriens poängliga på nytt klubbrekord (71 poäng på 53 matcher) och Chad Kolarik vann seriens skytteliga (30 mål på 53 matcher). Linköping nådde slutspel via play-in där man slog ut åttan Modo med 2–0 i matcher. I kvartsfinal ställdes klubben mot tabelltvåan Frölunda HC; man lyckades vända ett 3–2 underläge och vann därmed med 3–4 i matcher. Likt föregående säsong ställdes laget mot Skellefteå AIK i semifinalerna och likt föregående säsong förlorade Linköping matchserien med totalt 4–1 i matcher.
Den 1 juli 2014 bytte Cloetta Center namn till Saab Arena. Inför säsongen 2014/15 tappade laget Pär Arlbrandt och Simon Hjalmarsson. Även målvakten Christian Engstrand lämnade klubben och Mattias Weinhandl meddelade den 26 april 2014 att han tvingats sluta med ishockey på grund av skadeproblem. Bland nyförvärven fanns Broc Little, Jeff Taffe och Nichlas Hardt. Under sin 13:e säsong som klubbdirektör lämnade Mike Helber sitt uppdrag. Tidigare under året lämnade också Johan Hemlin posten som klubbens sportchef; han ersattes i oktober 2014 av Fredrik Emvall. Under oktober fick Emvall också som klubbens fjärde spelare någonsin sitt tröjnummer pensionerat och upphissat i Saab Arena. I grundserien slutade laget fyra, och för tredje året i rad vann en spelare från Linköping seriens skytteliga – Broc Little som gjorde 28 mål på 55 matcher. Man blev också för tredje året i rad utslagna av Skellefteå AIK i semifinal med 1–4 i matcher.
Inför lagets 16:e säsong i Sveriges högsta serie lämnade bland andra Jeff Taffe, Jacob Micflikier och Mattias Sjögren klubben. Bland nyförvärven kan nämnas den nordamerikanska kvartetten Andrew Gordon, Garrett Roe, Rhett Rakhshani och Chad Billins. Dessutom återvände Niklas Persson till laget efter sex år utomlands, och utsågs till ny lagkapten då Magnus Johansson slutat.

### 2020 och framåt
2010-talet avslutades med en nysatsning, där en nyemission startades för att stärka föreningens ekonomi, vilket blev en framgång då den fulltecknades och klubben stärkte det egna kapitalet med 9 miljoner kronor. I denna nysatsning lades en plan för att laget skulle spela final tre år senare. Nyemissionen följdes upp med möjligheten att teckna B-aktier under 2020, vilket ytterligare stärkte det ekonomiska läget. Tränaren som skulle leda "Cluben" in i 2020-talet var Bert Robertsson som skrev på ett kontrakt som skulle sträcka sig till 2022 och var tilltänkt att blåsa in en frisk vind i laget under dess tidigare nämnda plan. Säsongen 2019/20 slutade laget på elfte plats i tabellen, och missade därmed slutspel för andra året i följd. Inför säsongen 2020/21 stärkte laget truppen med bland andra Markus Ljungh, Niko Ojamäki och Oula Palve vilket fick flera experter att reagera positivt rörande lagbygget, säsongen började med att den tilltänkta första målvakten Jonas Gustavsson meddelade att han skulle lägga av med ishockeyn, trots kontrakt. Detta och underprestationer av tilltänkta nyckelspelare gjorde att laget låg i en bottenstrid med Brynäs IF, HV71, IK Oskarshamn och Malmö Redhawks. 
Den 26 oktober 2020 meddelade föreningen att man pausar verksamheten, då flera fall av Covid-19 hade upptäckts bland spelare och ledare och man spelade inte på ungefär en dryg månad, detta då verksamhetspausen krockade med ett landslagsuppehåll. Efter uppehållet började laget vinna fler matcher, men detta räddade dock inte Robertsson som den 5 januari fick lämna sitt uppdrag som huvudansvarig, ett uppdrag som till slutet av säsongen delades av assisterande tränarna Daniel Eriksson och Johan Åkerman med Niclas Hävelid som assisterande tränare. Efter aktivitet på transfermarknaden då spelare som Tyler Morley, Alexander Johansson och Anton Karlsson anslöt och Oula Palve lånades ut till Brynäs vände formen och laget började ta flera vinster på rad. Denna formförändring såg laget gå från tabelljumbo, till att ligga på säker mark igen, detta trots att sannolikhetssidor som BTAM visade att det var 80 procents risk för kval. 
Laget blev klara för fortsatt SHL-spel innan säsongens sista match spelades. Efter säsongen 2020/21 fastställdes det att Linköpings före detta assisterande tränare, Klas Östman, vänder tillbaka till föreningen och tar över huvudansvaret och bildar ett team med Gereon Dahlgren och Niclas Hävelid som assisterande tränare.

## Damsektion
Klubben är även framgångsrika inom damhockey med två SM-guld, tre silver och ett brons. Klubben spelade sin senaste SM-finalserie säsongen 2018/2019.

### Logo
Föreningens klubbmärke har alltid prytts av ett vitt lejon, en sällsynt art som upptäcktes i Afrika just i mitten av 1970-talet. Kopplingen till Linköpings stadsvapen blev naturlig, då ett lejon pryder den gamla stadssymbolen. 1995/96 tuffades lejonet och logotypen till en aning och fick en trekantig mer aggressiv form än det tidigare runda lejonet. Det var tränaren Jim Brithén och hans fru Barbro, som skissade fram den nya symbolen. Därefter fick en medlem i supporterklubben White Lions, Jesper Ulvan, hjälpa till med att forma slutprodukten. Brithéns grundtanke till det nya märket var att Linköpings dåvarande Lejon "korsades" med Quebec Nordiques då nya "Wolf"-logo. Den nya Linköpingsymbolen hade en puck med två tänder istället för bokstaven "ö" i Link-ö-ping, eftersom Linköping inte då var så etablerat att man förstod att det var ishockeyklubbens märke. Detta justerades sedan 2004 till ett riktigt "ö" av skälen att det dels med den svarta pucken såg ut som Link-Ping och dels att man startade ett samarbete med Kenty Damfotboll i Linköping som kom in under samma logotyp. 2009 inkorporerades även elitlaget i volleyboll, Team Valla, i lejonfamiljen som nu tydligt står för elit, modernt tänkande och strävan mot toppen.

## Säsonger och rekord
Detta är en lista över Linköping HC:s senaste säsonger. För hela listan, se Linköping HC:s säsonger
Notera: SM = Spelade matcher, V = Vinster, F = Förluster, O = Oavgjort, ÖV = Övertidsvinst, ÖF = Övertidsförlust, P = Poäng, GM = Gjorda mål, IM = Insläppta mål
Uppdaterat: Efter säsongen 2023/24
| Säsong  | SM | V  | F  | ÖV | ÖF | P  | GM  | IM  | Placering | Slutspel                                      |
| 2019–20 | 52 | 14 | 21 | 6  | 11 | 65 | 118 | 139 | 11:a      | Missade slutspel                              |
| 2020–21 | 52 | 17 | 28 | 4  | 3  | 62 | 132 | 166 | 12:a      | Missade slutspel                              |
| 2021–22 | 52 | 16 | 23 | 8  | 5  | 69 | 121 | 142 | 11:a      | Missade slutspel                              |
| 2022–23 | 52 | 16 | 21 | 4  | 11 | 67 | 133 | 165 | 12:a      | Missade slutspel                              |
| 2023–24 | 52 | 23 | 17 | 4  | 8  | 85 | 152 | 146 | 6:a       | Förlorade kvartsfinalen, 0-4 (Skellefteå AIK) |
| 2024–25 | 52 | 15 | 21 | 8  | 8  | 69 | 139 | 145 | 12:a      | Missade slutspel                              |

### Intern poängliga
Detta är en lista över de tio spelare som gjort flest poäng, mål och assists i Linköping HC sedan klubbens bildande säsongen 1976/77.
Senast uppdaterad: Efter säsongen 2023/24
- *  – fortfarande aktiv i klubben

Notera: Nat. = Nationalitet SM = Spelade matcher; M = Mål; A = Assist; P = Poäng;

#### Grundserie
| Spelare          | Nat.    | SM  | M   | A   | P   |
| ---------------- | ------- | --- | --- | --- | --- |
| Håkan Karlsson   | Sverige | 290 | 213 | 193 | 406 |
| Magnus Johansson | Sverige | 670 | 98  | 307 | 405 |
| Michael Helber   | USA     | 366 | 204 | 177 | 381 |
| Peter Lindgren   | Sverige | 289 | 201 | 149 | 350 |
| Broc Little      | USA     | 392 | 165 | 160 | 325 |
| Mats Andersson   | Sverige | 314 | 151 | 161 | 312 |
| Ulf Söderström   | Sverige | 350 | 112 | 193 | 305 |
| Tony Mårtensson  | Sverige | 312 | 85  | 192 | 277 |
| Stefan Jakobsson | Sverige | 338 | 143 | 129 | 272 |
| Mikael Håkanson  | Sverige | 416 | 84  | 134 | 218 |

| Spelare          | Nat.    | M   |
| ---------------- | ------- | --- |
| Håkan Karlsson   | Sverige | 213 |
| Michael Helber   | USA     | 204 |
| Peter Lindgren   | Sverige | 201 |
| Broc Little      | USA     | 165 |
| Mats Andersson   | Sverige | 151 |
| Stefan Jakobsson | Sverige | 143 |
| Ulf Söderström   | Sverige | 112 |
| Magnus Johansson | Sverige | 98  |
| Anders Mäki      | Sverige | 96  |
| Tony Mårtensson  | Sverige | 85  |

| Spelare          | Nat.    | A   |
| ---------------- | ------- | --- |
| Magnus Johansson | Sverige | 307 |
| Håkan Karlsson   | Sverige | 193 |
| Ulf Söderström   | Sverige | 193 |
| Tony Mårtensson  | Sverige | 192 |
| Michael Helber   | USA     | 177 |
| Mats Andersson   | Sverige | 161 |
| Broc Little      | USA     | 160 |
| Peter Lindgren   | Sverige | 149 |
| Jonas Junland    | Sverige | 135 |
| Mikael Håkanson  | Sverige | 134 |

#### SM-slutspel
| Spelare           | Nat.    | SM | M  | A  | P  |
| ----------------- | ------- | -- | -- | -- | -- |
| Tony Mårtensson   | Sverige | 67 | 12 | 40 | 52 |
| Magnus Johansson  | Sverige | 87 | 19 | 24 | 43 |
| Mikael Håkanson   | Sverige | 79 | 18 | 22 | 40 |
| Niklas Persson    | Sverige | 56 | 14 | 20 | 34 |
| Joakim Eriksson   | Sverige | 50 | 8  | 22 | 30 |
| Jonas Junland     | Sverige | 58 | 10 | 17 | 27 |
| Pär Arlbrandt     | Sverige | 24 | 10 | 12 | 22 |
| Fredrik Emvall    | Sverige | 74 | 11 | 10 | 21 |
| Patrik Zackrisson | Sverige | 40 | 10 | 11 | 21 |
| Simon Hjalmarsson | Sverige | 24 | 10 | 10 | 20 |

| Spelare           | Nat.     | M  |
| ----------------- | -------- | -- |
| Magnus Johansson  | Sverige  | 19 |
| Mikael Håkanson   | Sverige  | 18 |
| Niklas Persson    | Sverige  | 14 |
| Jan Hlaváč        | Tjeckien | 12 |
| Tony Mårtensson   | Sverige  | 12 |
| Patric Blomdahl   | Sverige  | 11 |
| Fredrik Emvall    | Sverige  | 11 |
| Pär Arlbrandt     | Sverige  | 10 |
| Simon Hjalmarsson | Sverige  | 10 |
| Patrik Zackrisson | Sverige  | 10 |

| Spelare          | Nat.    | A  |
| ---------------- | ------- | -- |
| Tony Mårtensson  | Sverige | 40 |
| Magnus Johansson | Sverige | 24 |
| Joakim Eriksson  | Sverige | 22 |
| Mikael Håkanson  | Sverige | 22 |
| Niklas Persson   | Sverige | 20 |
| Jonas Junland    | Sverige | 17 |
| Mattias Sjögren  | Sverige | 14 |
| Mattias Bäckman  | Sverige | 14 |
| Pär Arlbrandt    | Sverige | 12 |
| Broc Little      | USA     | 11 |

### Lagrekord

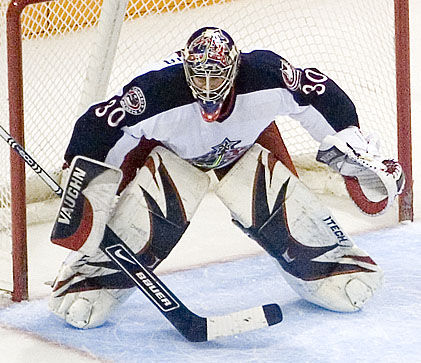
Säsongen 2003/04 höll Fredrik Norrena nollan 9 gånger under grundserien.

- Mest poäng: 97 (2004–05)
- Flest vinster: 28 (2004–05)
- Flest mål: 174 (2013–14)

### Spelarrekord grundserie
- Flest poäng: Pär Arlbrandt, 71 (2013–14)
- Flest mål: Mattias Weinhandl, 35 (2007–08)
- Flest assists: Tony Mårtensson, 50 (2007–08)
- Flest poäng av en back: Magnus Johansson, 49 (2009–10)
- Flest poäng av en junior: Jakub Vrána, 24 (2014–15)
- Flest mål av en junior: Jakub Vrána, 12 (2014–15)
- Flest utvisningsminuter: Sami Torkki, 161 (2006–07)
- Flest nollor: Fredrik Norrena, 9 (2003–04)

### Spelarrekord slutspel
- Flest poäng: Niklas Persson, 18 (2007–08)
- Flest mål: Mattias Weinhandl, 7 (2007–08) & Pär Arlbrandt, 7 (2012–13)
- Flest assists: Tony Mårtensson, 15 (2007–08)
- Flest nollor: Fredrik Norrena, 2 (2005–06) & Rastislav Stana, 2 (2007–08)

## Spelare

### Nuvarande trupp
Uppdaterad 8 maj 2025.
| Nr | Nat  | Spelare              | Pos  | S/H | Ålder | Värvad | Födelseort           |
| -- | ---- | -------------------- | ---- | --- | ----- | ------ | -------------------- |
| 71 | NOR  | Eskild Bakke Olsen   | C    | R   | 23    | 2024   | Hamar, Norge         |
| 40 | SWE  | David Bernhardt      | B    | L   | 27    | 2025   | Huddinge, Sverige    |
| 21 | SWE  | Christoffer Ehn      | C/LW | L   | 29    | 2021   | Lidköping, Sverige   |
| 18 | CAN  | Remi Elie            | C/LW | L   | 30    | 2023   | Green Valley, Kanada |
| 5  | SWE  | Oscar Fantenberg (C) | B    | L   | 33    | 2022   | Ljungby, Sverige     |
| 53 | SWE  | Adam Hofbauer        | C    | L   | 22    | 2024   | Bromma, Sverige      |
| 36 | FIN  | Waltteri Ignatjew    | M    | L   | 25    | 2025   | Helsingfors, Finland |
| 20 | SWE  | Johan Johnsson       | C/LW | L   | 32    | 2024   | Jönköping, Sverige   |
| 93 | SWE  | Oliver Johansson     | LW/C | L   | 21    | 2025   | Sundsvall, Sverige   |
| 70 | SWE  | Fredrik Karlström    | C    | L   | 27    | 2025   | Stockholm, Sverige   |
| 23 | SWE  | Robin Kovács         | W    | L   | 28    | 2024   | Stockholm, Sverige   |
| 4  | SWE  | Oscar Lawner         | W    | L   | 24    | 2024   | Karlstad, Sverige    |
| 81 | SWE  | Theodor Lennström    | B    | L   | 30    | 2025   | Stockholm, Sverige   |
| 41 | USA  | Broc Little (A)      | LW   | L   | 37    | 2018   | Phoenix, USA         |
| 61 | SWE  | Markus Ljungh (A)    | C    | L   | 34    | 2020   | Västerås, Sverige    |
| 26 | CAN  | Max Martin           | B    | L   | 25    | 2025   | Winnipeg, Kanada     |
| 31 | SWE  | Jesper Myrenberg     | M    | L   | 25    | 2022   | Täby, Sverige        |
| 8  | SWE  | Jonathan Myrenberg   | B    | R   | 22    | 2021   | Täby, Sverige        |
| 9  | SWE  | Erik Norén           | B    | L   | 23    | 2024   | Örebro, Sverige      |
| 92 | SWE  | Zion Nybeck          | C    | L   | 22    | 2025   | Alvesta, Sverige     |
| 39 | CAN  | Ty Rattie            | RW   | R   | 32    | 2022   | Calgary, Kanada      |
| 2  | FIN  | Rasmus Rissanen      | B    | L   | 33    | 2024   | Kuopio, Finland      |
| 73 | USA  | Nick Shore           | C    | R   | 32    | 2024   | Denver, USA          |
| 38 | SWE  | Johan Södergran      | LW   | L   | 25    | 2025   | Stockholm, Sverige   |
| 17 | SWE  | Felix Öhrqvist       | B    | L   | 18    | 2024   | Stockholm, Sverige   |

Utlånade spelare
| Nr | Nat  | Spelare         | Pos | S/H | Ålder | Värvad | Födelseort        |
| -- | ---- | --------------- | --- | --- | ----- | ------ | ----------------- |
| 6  | SWE  | Mattias Hävelid | B   | R   | 21    | 2021   | Täby, Sverige     |
|    | SWE  | Noel Massot     | M   | L   | 19    | 2025   | Göteborg, Sverige |
|    | SWE  | William Proos   | LW  | L   | 21    | 2025   | Leksand, Sverige  |

### Pensionerade tröjnummer

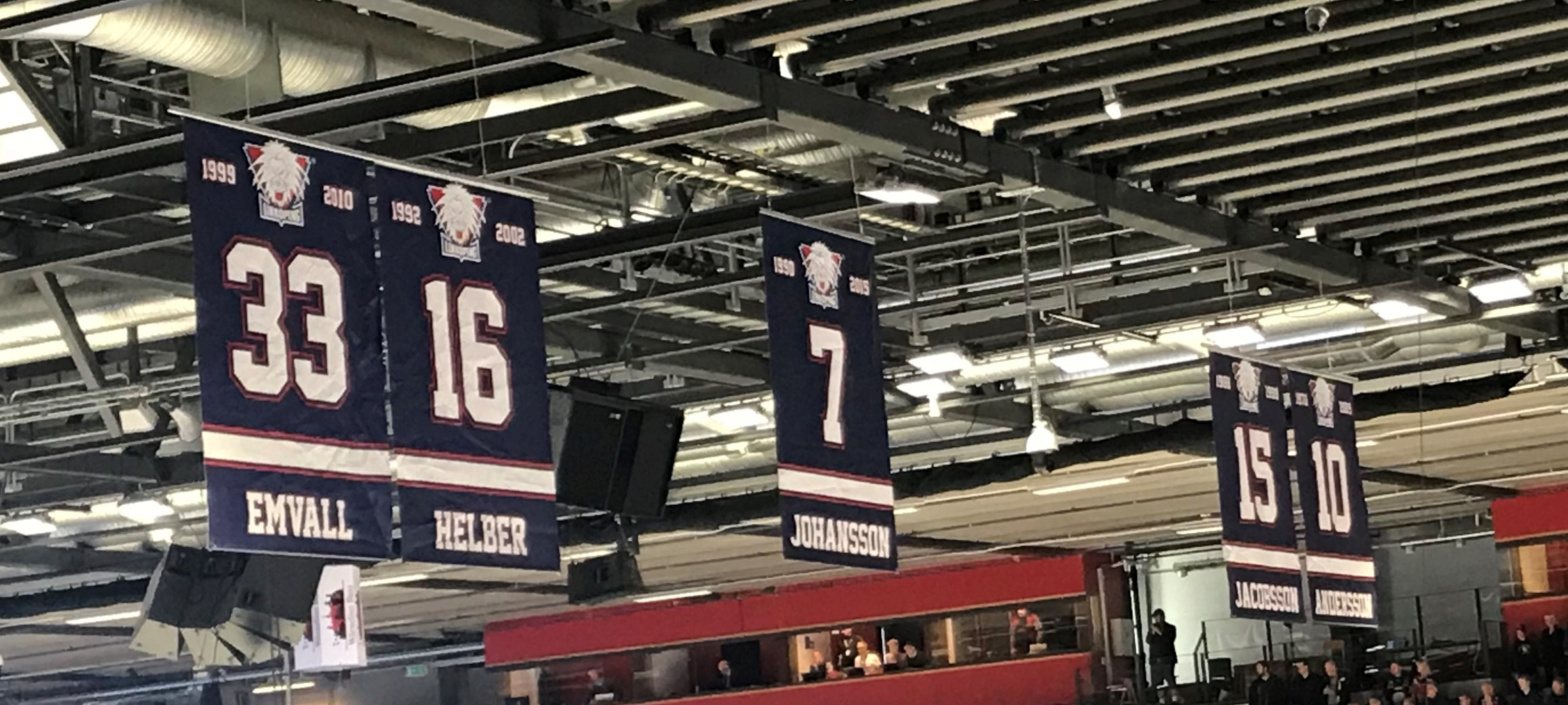
De fem tröjorna som pensionerats av Linköping HC.

- 07 – Magnus Johansson, 1990–1997, 2004–2007, 2009–2015
- 10 – Mats Andersson, 1976–1989 †
- 15 – Stefan Jacobsson, 1988–1999
- 16 – Michael Helber, 1992–2002
- 33 – Fredrik Emvall, 1999–2010

## Ledare
| Namn              | Period            |
| Michael Helber    | 1995/96 – 2000/01 |
| Stefan Gustavsson | 2001/02 – 2002    |
| Thomas Johansson  | 2002/03 – 2003/04 |
| Magnus Johansson  | 2004/05 – 2006/07 |
| Fredrik Emvall    | 2007/08           |
| Joakim Eriksson   | 2008/09           |
| Magnus Johansson  | 2009/10 – 2014/15 |
| Niklas Persson    | 2015/16 – 2017/18 |
| Eddie Larsson     | 2018/19 – 2020    |
| Jonas Junland     | 2020 – 2022/23    |
| Oscar Fantenberg  | 2023/24 –         |

| Hans Särkijärvi och Roger Melin har båda tränat Linköpings HC. |  | Hans Särkijärvi och Roger Melin har båda tränat Linköpings HC. |
| Hans Särkijärvi och Roger Melin har båda tränat Linköpings HC. |  |                                                                |

| Namn                              | Period            |
| Peder Rehnström                   | 1976/77           |
| Kenneth Candevi                   | 1977/78           |
| Svante Larsson                    | 1978/79 – 1979/80 |
| Peder Rehnström                   | 1980/81           |
| Hans Lorentzon                    | 1981/82           |
| Peder Rehnström                   | 1982/83           |
| Hans Jöhnk                        | 1983/84           |
| Göran Lindqvist                   | 1984/85 – 1985/86 |
| Owe Holmberg                      | 1986/87 – 1988/89 |
| Roland Bond                       | 1989/90           |
| Hans Hansson                      | 1990/91           |
| Jim Brithén                       | 1991/92 – 1992/93 |
| Urban Lang                        | 1993/94           |
| Jim Brithén                       | 1994/95 – 1995/96 |
| Tommy Boustedt                    | 1996/97           |
| Ulf Weinstock                     | 1997/98 – 1999    |
| Stefan Lunner                     | 1999/00           |
| Torgny Bendelin / Mats Weiderstål | 2000 – 2001/02    |
| Mats Weiderstål                   | 2002              |
| Torgny Bendelin                   | 2002/03           |
| Roger Melin                       | 2003/04 – 2005/06 |
| Gunnar Persson                    | 2006/07           |
| Janne Karlsson                    | 2006/07 – 2007/08 |
| Slavomir Lener                    | 2008/09 – 2009/10 |
| Hans Särkijärvi                   | 2010/11 – 2011/12 |
| Harald Lückner                    | 2012              |
| Roger Melin                       | 2012/13 – 2014/15 |
| Dan Tangnes                       | 2015/16 – 2017/18 |
| Tommy Jonsson                     | 2018/19           |
| Bert Robertsson                   | 2019/20 – 2020/21 |
| Klas Östman                       | 2021/22 – 2024    |
| Anders Karlsson                   | 2024/25           |
| Mikael Håkanson                   | 2025/26 –         |